# 奥硝唑

左奥硝唑

奥硝唑（Ornidazole），化学名：1-(3-氯-2-羟丙基)-2-甲基-5-硝基咪唑，是一种5-硝基咪唑类抗生素，用于治疗厌氧菌和原虫、滴虫感染。
左奥硝唑是奥硝唑的左旋体（(S)-(−)-），用于滴虫、阿米巴虫及厌氧菌感染的预防与治疗。左奥硝唑中枢抑制作用弱于右旋体与消旋体。